# 小沢原の戦い
小沢原の戦（おざわがはら の いくさ）とは、享禄3年6月12日（1530年7月6日）、上杉朝興と一戦を交えた北条氏康が上杉勢を退け、初陣を飾った戦。
氏康は乳母子の清水吉政をはじめ、中島隼人佐（はやとのすけ、麻生区万福寺）を引き連れ、上杉の陣を急襲したという。
場所は諸説がある。
- 金程付近（神奈川県川崎市麻生区金程1丁目）

史跡・勝坂（麻生区千代ケ丘5丁目）には細山郷土資料館による史跡案内板があり、勝利をおさめた氏康が「勝った、勝った」と喜びの声を発して、金程から細山へ通じる坂を駆け上がったことから、勝坂と呼ばれるようになったと記されている。ちなみに、この戦で糧食炊飯の場とされたのが膳部谷戸（麻生区上麻生3丁目付近）。
- 小沢城址付近（東京都稲城市矢野口）